# Hans Philipp Fuchs von Bimbach

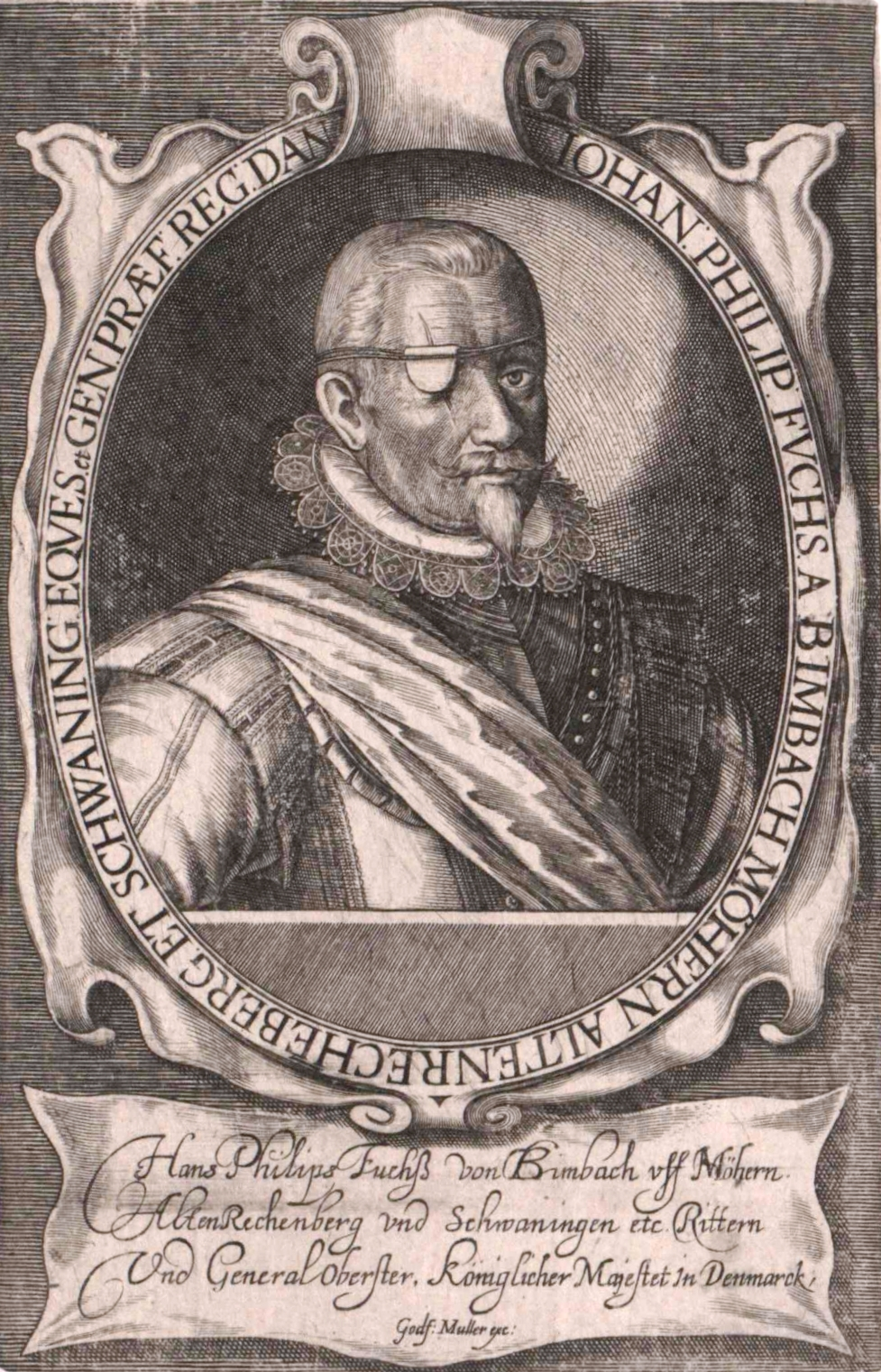
Hans Philipp Fuchs von Bimbach, zeitgenössisches Porträtbild

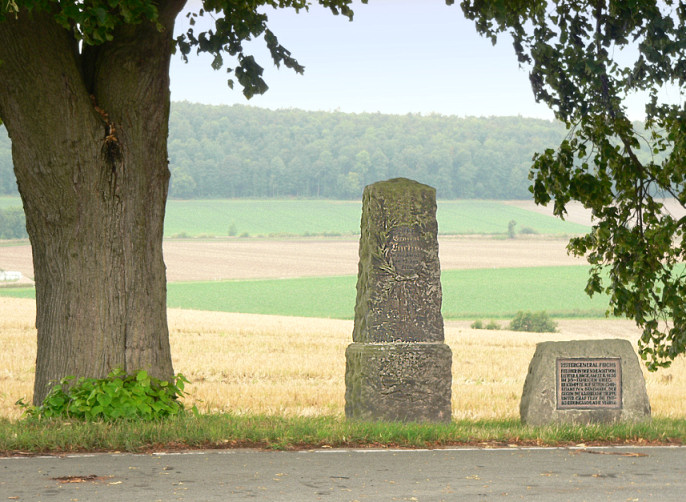
Gedenksteine für Fuchs von Bimbach bei Lutter am Barenberge an der Bundesstraße 248

Hans Philipp Fuchs von Bimbach (* um 1567; † 27. August 1626 in Lutter am Barenberge) war ein dänischer General im Dreißigjährigen Krieg. Er fiel in der Schlacht bei Lutter am Barenberge.

## Leben und Wirken
Hans Philipp Fuchs von Bimbach stammte aus dem fränkischen Adelsgeschlecht Fuchs von Bimbach. Er entstammte der Familienlinie, die seit 1522 auf der Burg Möhren (heute Ortsteil von Treuchtlingen, damals zum Fürstentum Pfalz-Neuburg gehörend) ansässig war. Seine Eltern waren Andreas Fuchs von Bimbach zu Möhren († 1599) und dessen zweite Ehefrau Anna, geb. von Zaiskam, die am 28. November 1566 geheiratet hatten. Er trat nach seinem Studium zunächst mehrere Jahre in die Dienste des Markgrafen von Brandenburg-Ansbach. 1614 kam es zum Bruch mit Markgraf Joachim Ernst, der ihm einen „anmaßenden und grobschlächtigen Charakter“ bescheinigte.
Ab 1618 wirkte er – obwohl er selbst Protestant war – zunächst auf Seiten der Katholischen Liga als kaiserlicher Hofgerichtsrat und Oberfeldzeugmeister. Ab 1622 wandte er sich der protestantischen Seite zu, die er – aus Furcht vor einer Konfiszierung seiner fränkischen Besitzungen – zunächst nur heimlich unterstützte. 1623 gehörte er zu den Beratern von Herzog Christian von Braunschweig-Wolfenbüttel. Im Jahr 1625 trat er dann als General der Infanterie in die Dienste des dänischen Königs Christian IV.
In der Schlacht bei Lutter am Barenberge gegen die kaiserlichen Truppen unter General Tilly am 27. August 1626 war Fuchs von Bimbach nach dem Oberkommandierenden König Christian IV. der ranghöchste Befehlshaber. Die Protestanten verloren die Schlacht. Fuchs von Bimbach fiel im Reiterkampf und wurde, seinem Wunsch entsprechend, in der Nähe des Schlachtfeldes begraben. An seiner Grabstelle wurde 1908 ein Gedenkstein errichtet, der heute versetzt an der Bundesstraße 248 steht.
Hans Philipp Fuchs von Bimbach wird als gebildeter Mann mit vielseitigen, auch wissenschaftlichen Interessen charakterisiert. So veranlasste er beispielsweise im Jahr 1610 die Herausgabe der Schriften von Euklid. Zu seinem Freundeskreis gehörte der Mathematiker und Astronom Simon Marius, dem er bereits 1609 zwei der ersten Fernrohre verschaffte. Als Soldat galt Fuchs von Bimbach als tapfer und kriegserfahren. Unsicher ist der Wahrheitsgehalt der Behauptung von König Christian IV., dass er eine Mitschuld an der Niederlage bei Lutter am Barenberge trage.
Aus seiner Ehe mit Dorothea Barbara von Stein zum Altenstein (* 2. September 1581) ging eine Tochter, Catharina Cordula, hervor. Sie heiratete Georg Sebastian von Speßhart zu Aschenhausen. Die Güter Kronheim, Schwaningen und Möhren gingen nach seinem Tod an Jakob Ludwig von Fürstenberg (1592–1627) über.